# Blastoidea
Los blastoideos (Blastoidea) son una clase de pequeños equinodermos conocidos sólo en forma fósil. Vivían fijados al fondo marino mediante un tallo y se alimentaban filtrando agua.

## Características
Al igual que los actuales crinoideos, los blastoideos eran suspensívoros sésiles, alimentándose filtrando agua. Como la mayoría de los equinodermos, tenían el cuerpo protegido por un conjunto de placas calcáreas fuertemente soldadas y entrelazadas formando una sólida teca con marcada simetría pentarradial, con la boca en el centro, rodeada de cinco depresiones orales (los ambulacros) dispuestos como pétalos y órganos filtrantes de apoyo llamados braquiolas, así como poros respiratorios que conducen a hidrospiras que forman un complejo sistema respiratorio (que es raro en equinodermos). Esta teca estaba situada al final de un tallo formado por elementos circulares entrelazados (como en crinoideos con tallo), el otro extremo se fijaba al sustrato.

## Registro fósil
Como muchas otras clases de equinodermos, los blastoideos aparecieron en el Ordovícico (hace unos 488 millones de años), y alcanzaron su máxima diversidad en el Misisipiense (Carbonífero Superior). Sus fósiles desaparecieron de formaciones geológicas fechadas al final del Pérmico. Por lo tanto, abarcaron un periodo de 250 millones de años, especialmente hacia el Misisipiense (hace unos 350 millones de años), si bien las especies de este grupo son generalmente mucho menos presentes y diversas que las de otros grupos de equinodermos como los de los crinoideos.

## Taxonomía
Los blastoideos están divididos en tres órdenes:
- Orden Coronata †
  - Familia Stephanoblastidae Jaekel, 1918 †
  - Familia Stephanocrinidae Wachsmuth & Springer, 1886 †
- Orden Fissiculata †
  - Familia Brachyschismatidae Fay, 1961 †
  - Familia Codasteridae Etheridge & Carpenter, 1886 †
  - Familia Neoschismatidae Wanner, 1940 †
  - Familia Phaenoschismatidae Etheridge & Carpenter, 1886 †
- Orden Spiraculata †
  - Familia Orbitremitidae Bather, 1899 †
  - Familia Pentremitidae d'Orbigny, 1851 †
  - Familia Schizoblastidae Etheridge & Carpenter, 1886 †

## Galería

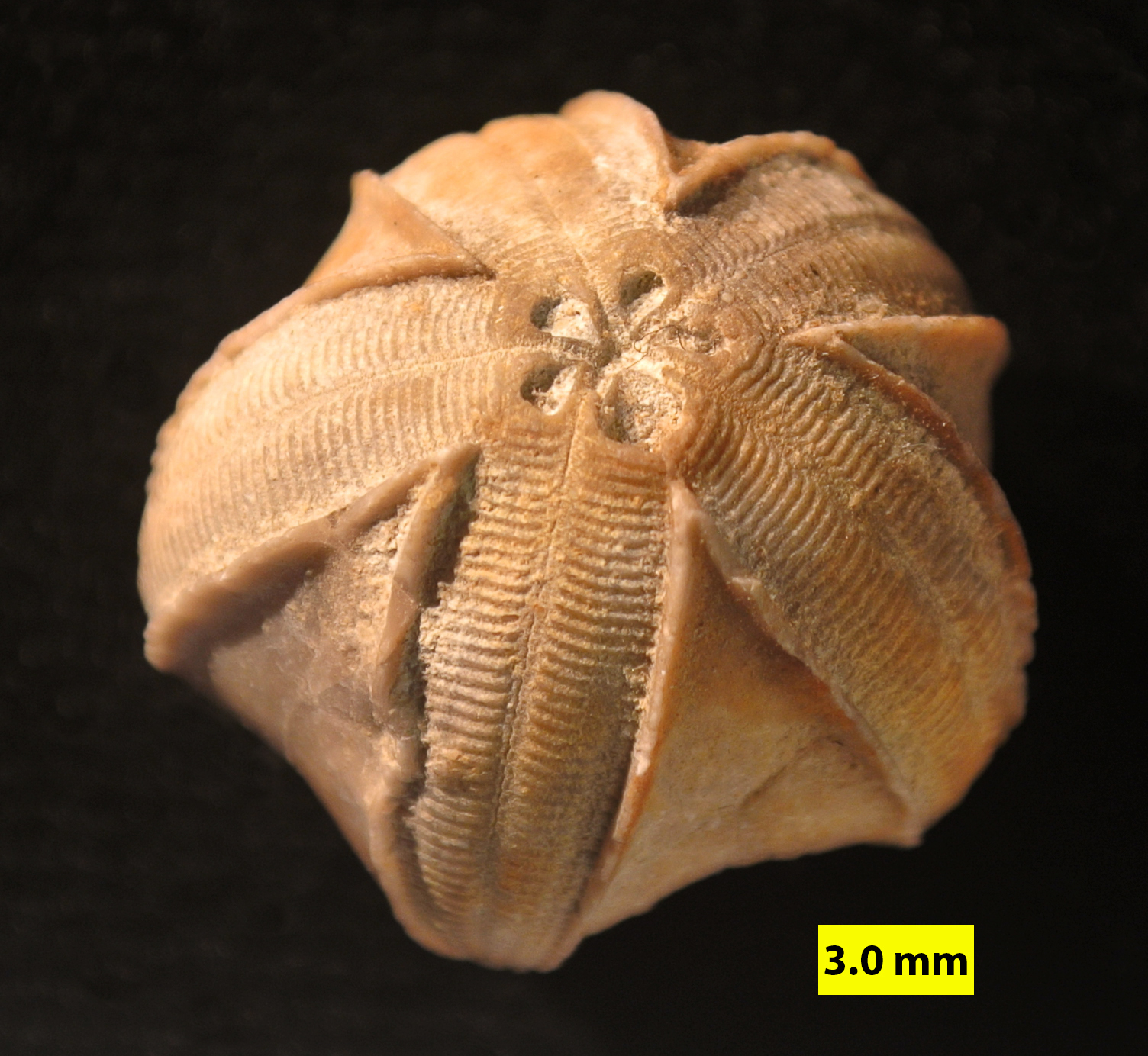
Pentremites sp.
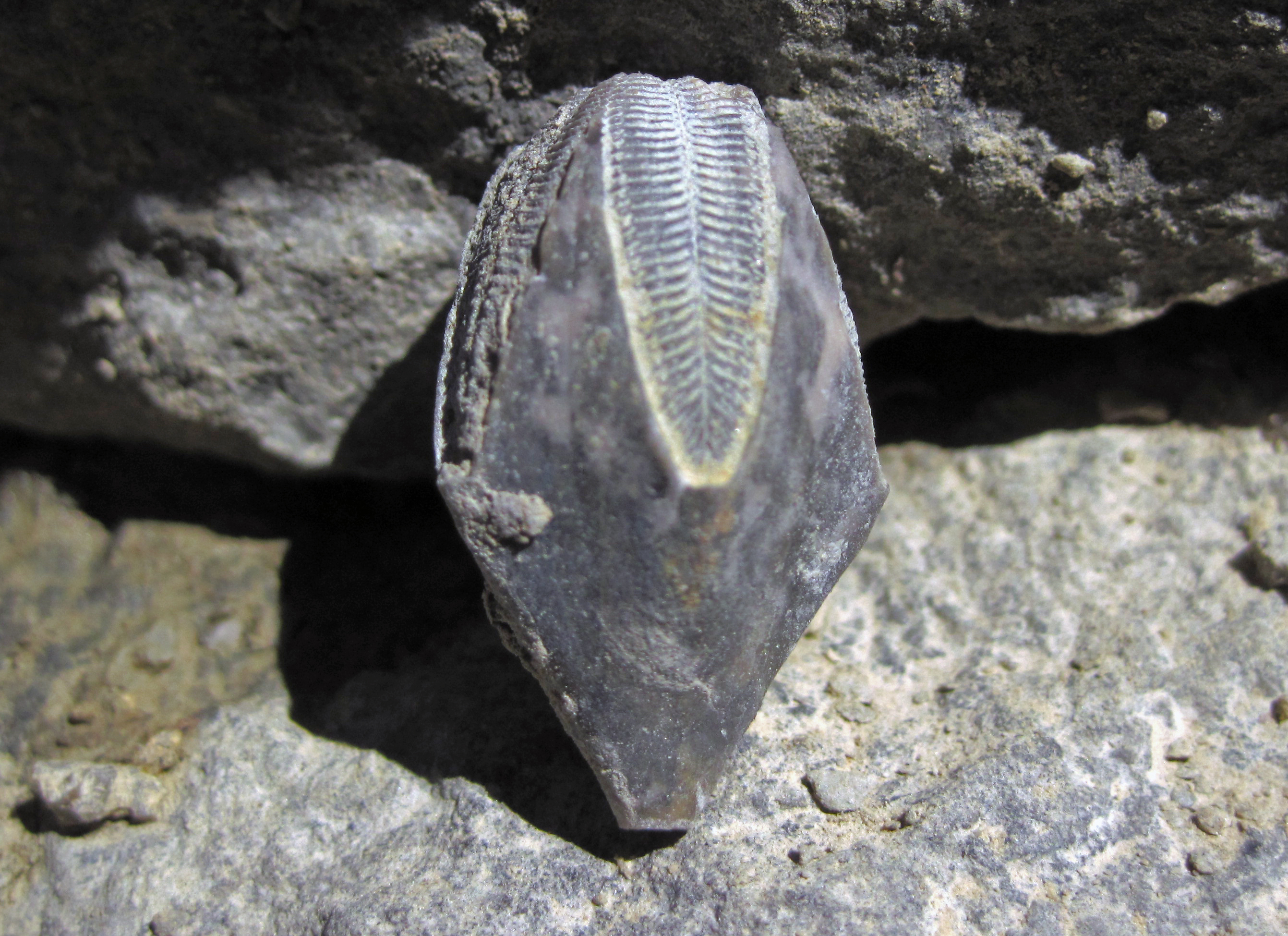
Pentremites meganae
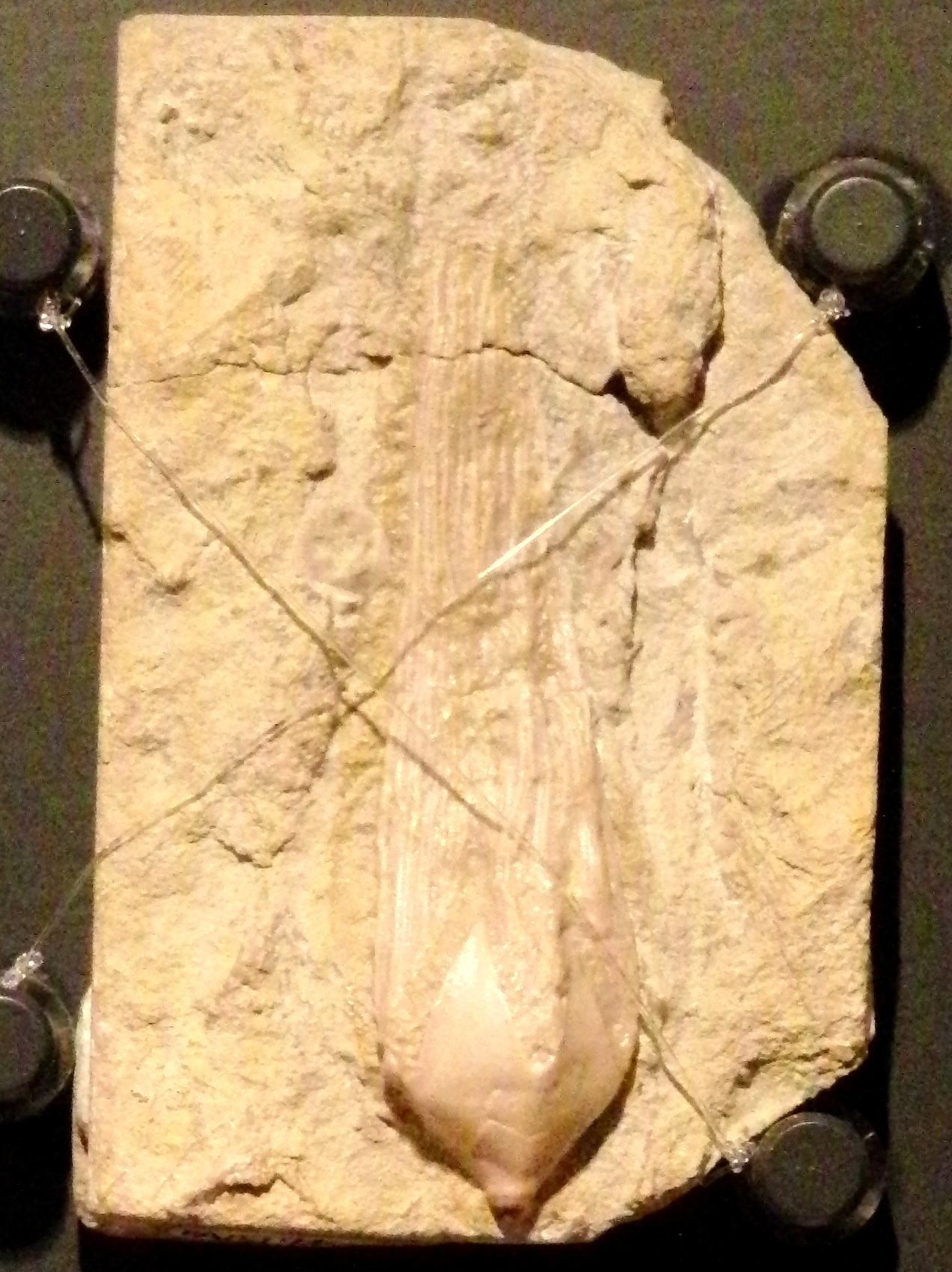
Pentremites welleri (Carbonífero, Illinois).
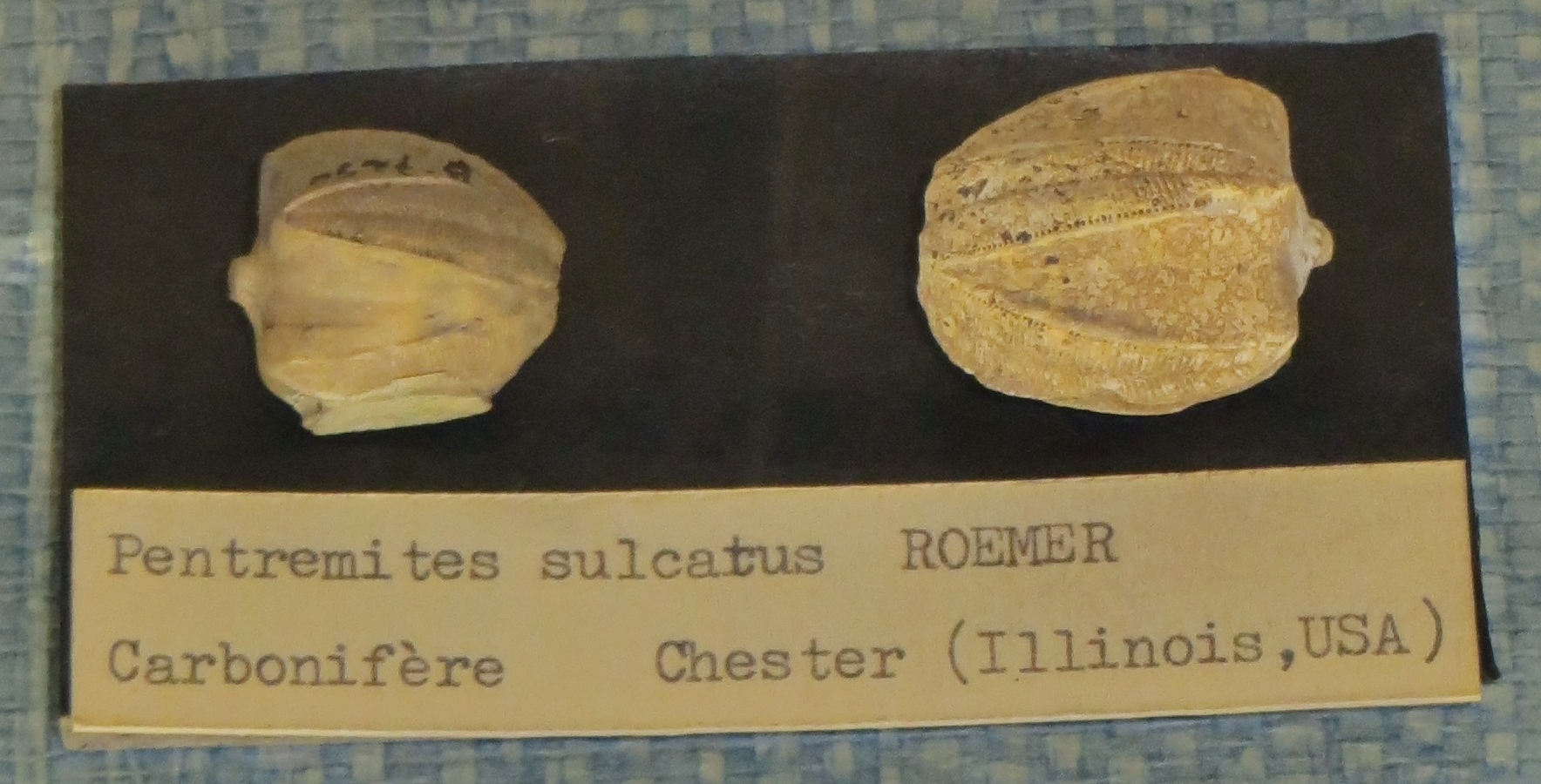
Pentremites sulcatus (Carbonífero, Muséum national d'histoire naturelle).
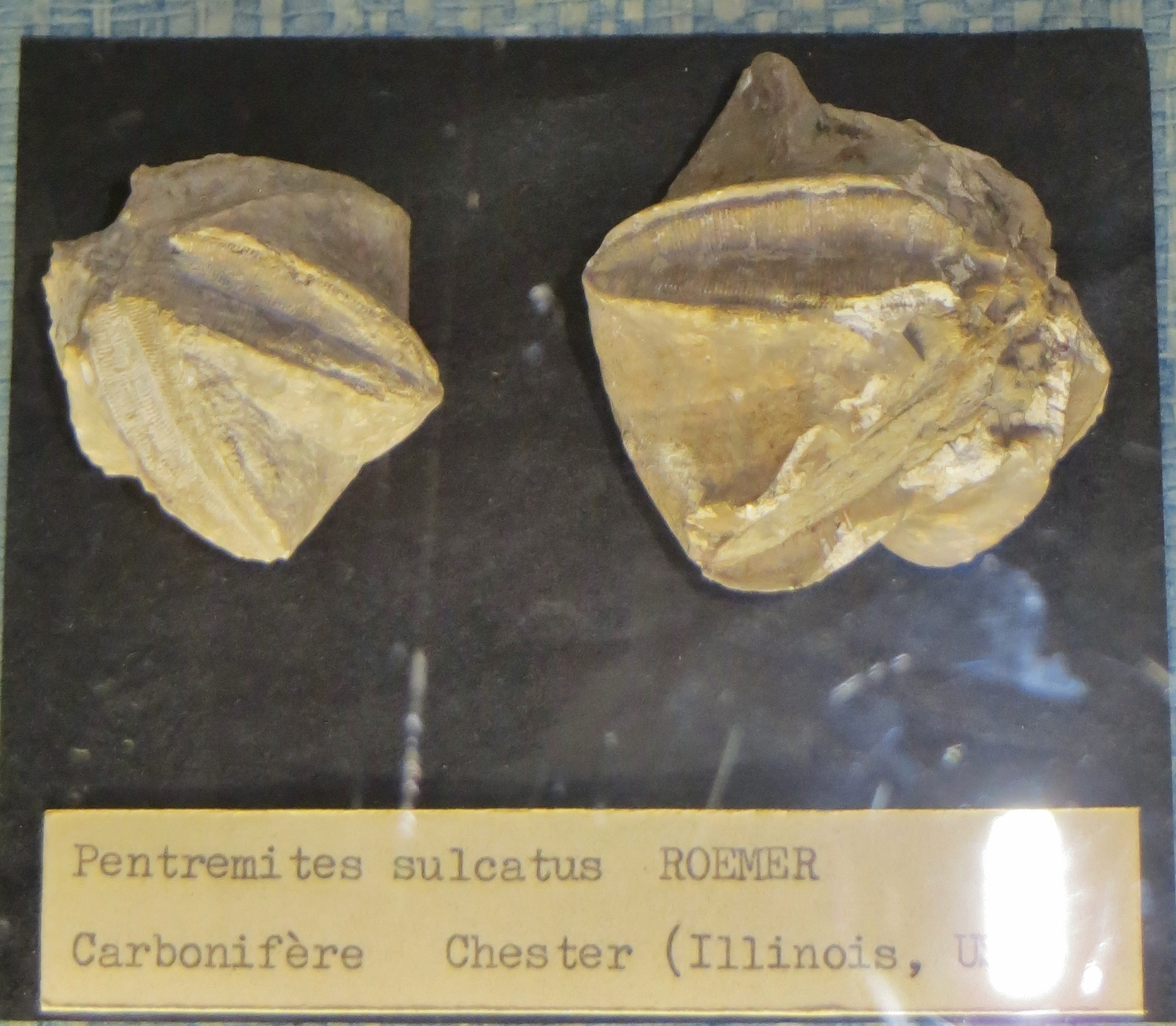
idem.